# Budapest Keleti

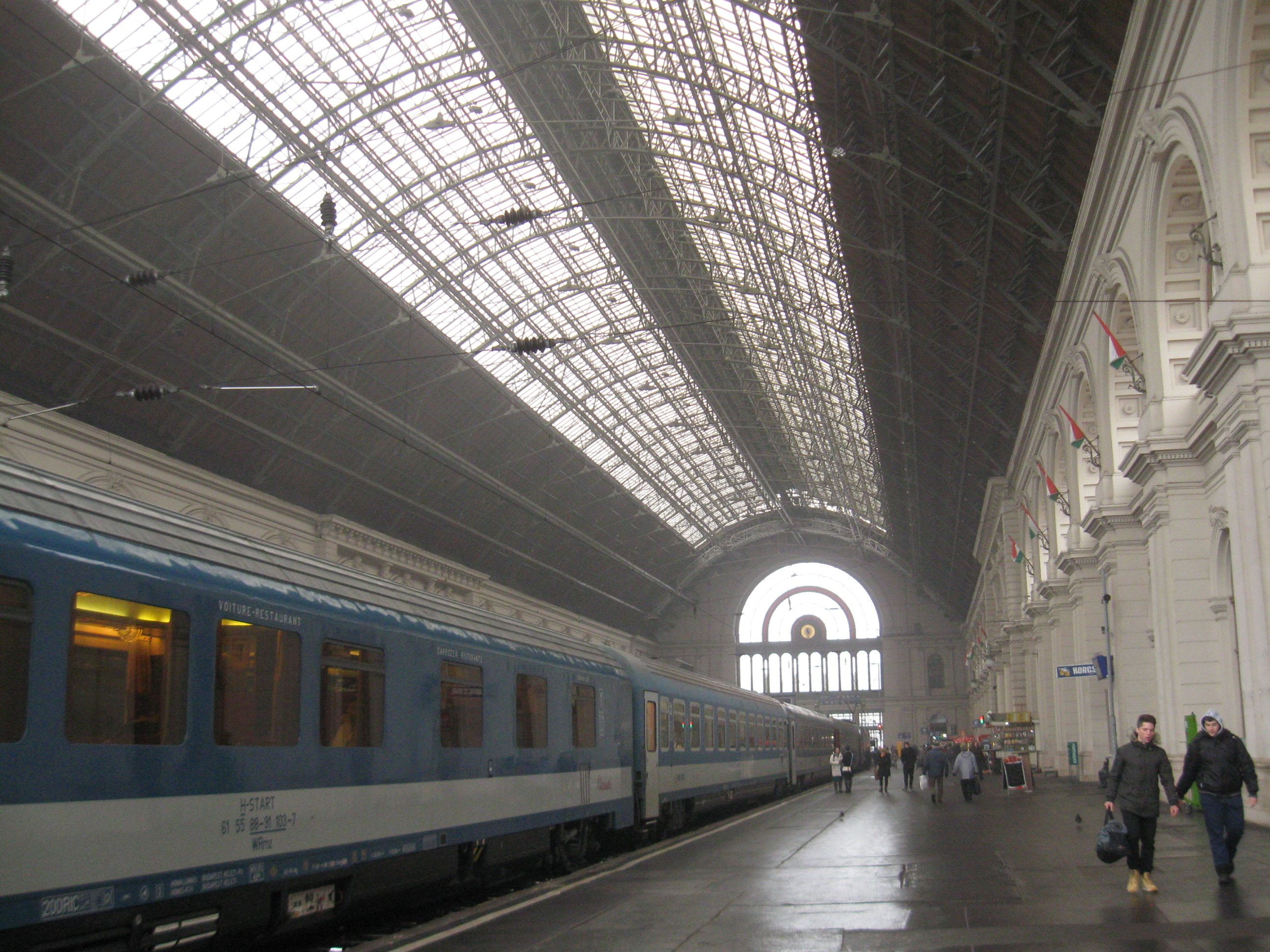
Pociąg EuroCity 345 ,,Avala" relacji Wien Hauptbahnhof - Beograd stoi na stacji Budapest Keleti w dniu 26.01.2016 roku. Na pierwszym planie widoczny wagon restauracyjny WRmz. W oddali ledwo zauważalny elektrowóz serii 1047.

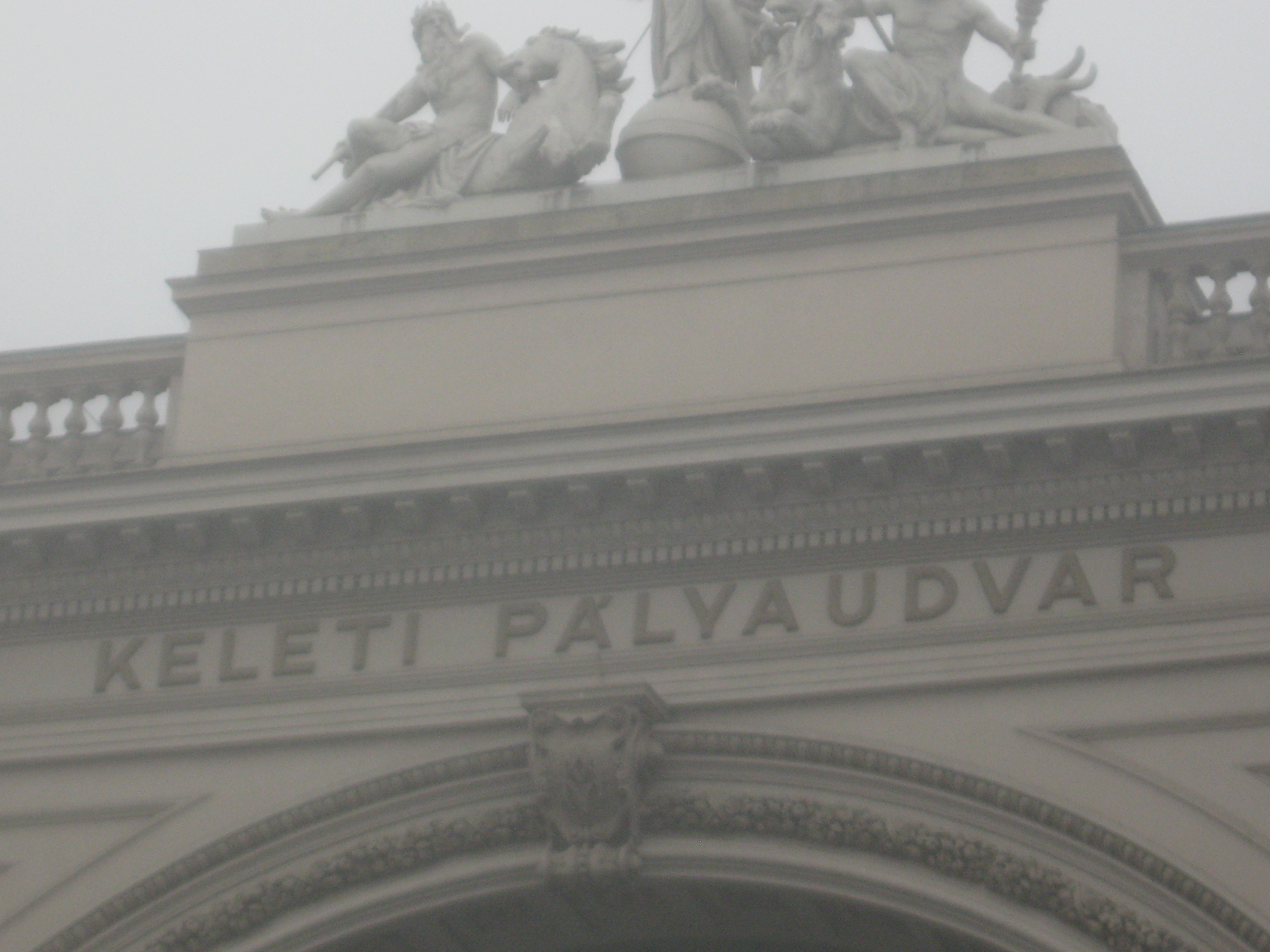
Widoczny na fasadzie głównej napis ,,Keleti Palyaudvar" w języku węgierskim oznacza ,,Dworzec Wschodni".

Budapest Keleti (Budapeszt Wschodni) – niegdyś nazywany Dworcem Centralnym, jest największą stacją kolejową w Budapeszcie. Znajduje się w VIII dzielnicy Józsefváros, na Baross tér. Budynek dworca został zbudowany pomiędzy 1881 a 1884 i stanowił jedną z najnowocześniejszych stacji kolejowych w Europie. Część frontową budynku dworca zaprojektował Gyula Rotchlitz, konstrukcję hali dworcowej János Feketeházy. Pomniki wykonał Gyula Bezerédy, a freski z kolei Károly Lotz i Mór Than. Natomiast ruchowi pieszemu na obniżonym przejściu podziemnym, jak i łączącym dwie sąsiednie ulice przejściu naziemnym przyglądają się z wnęk głównej fasady przedniej pomniki Jamesa Watta i George’a Stephensona. Znajdujące się pod dworcowym zegarem słupy były swego czasu zwieńczone czterema rzeźbami, które zniknęły w latach 30. XX w. Na podstawie starych fotografii udało się jednak zrekonstruować je na nowo i od 2003 są ponownie ozdobą części frontowej dworca. Rekonstrukcji dokonał artysta rzeźbiarz Frigyes Janzer i Ferenc Gyurcsek.
Od 1970 pod dworcem na głębokości 28 m znajduje się stacja linii metra M2 o tej samej nazwie. W 2014 otwarto linię M4.

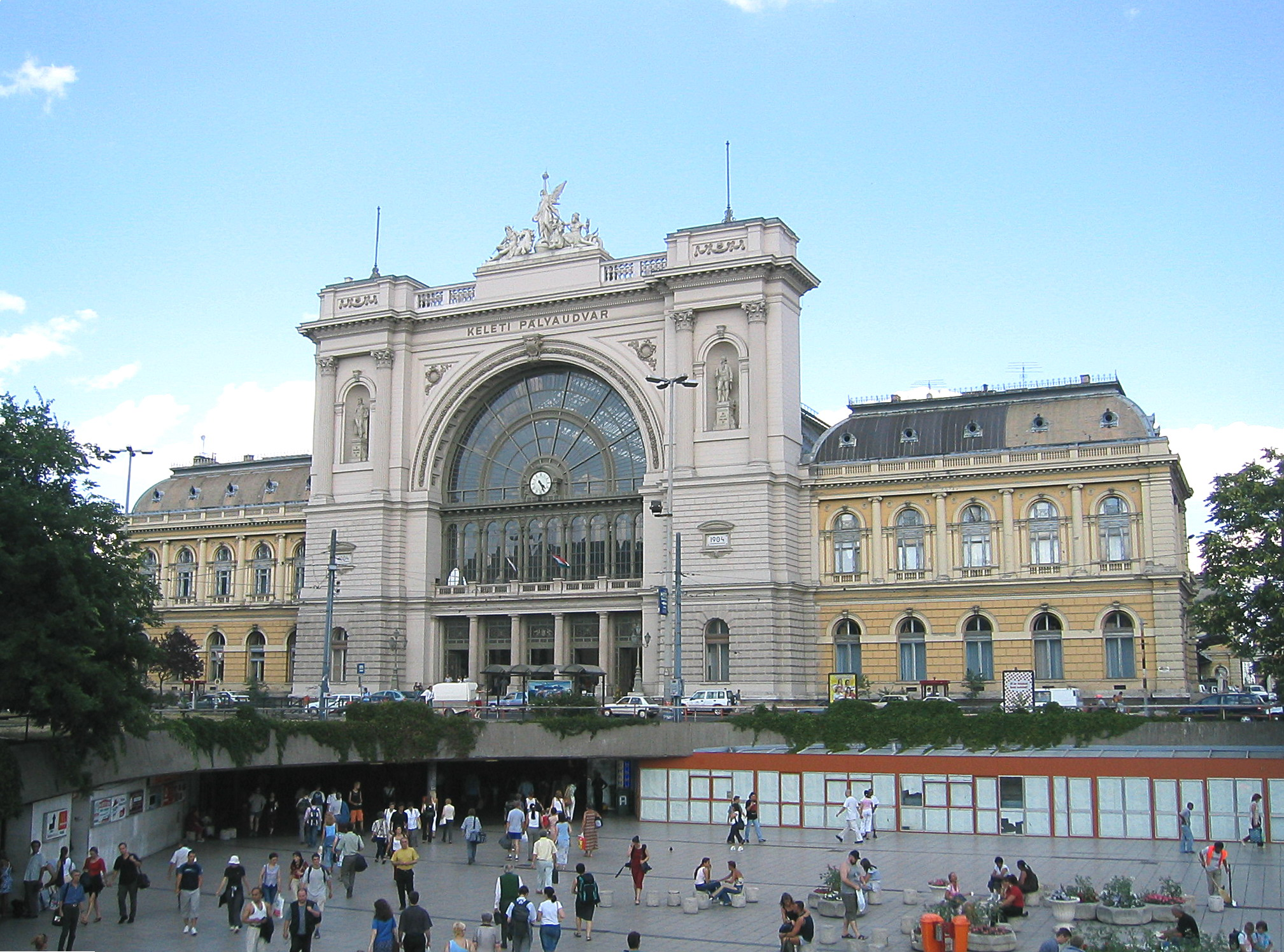
Budynek Dworca
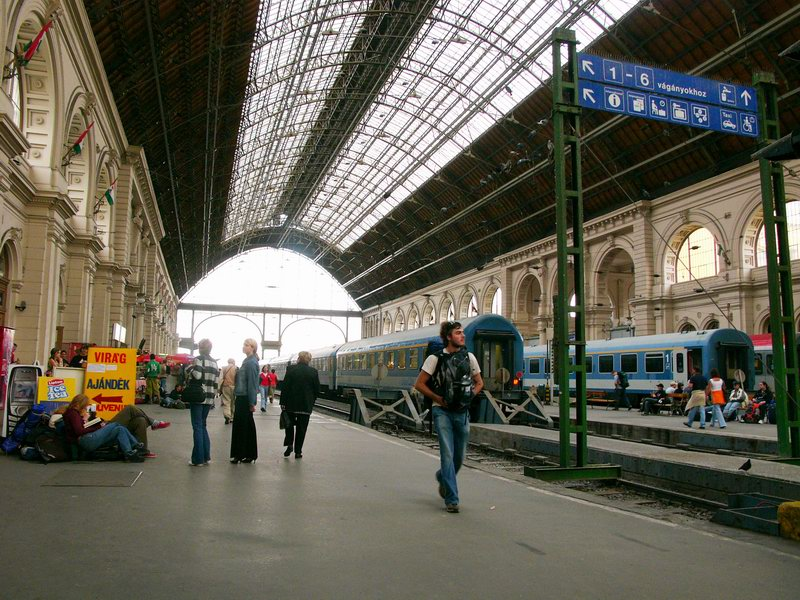
Wewnątrz hali dworcowej
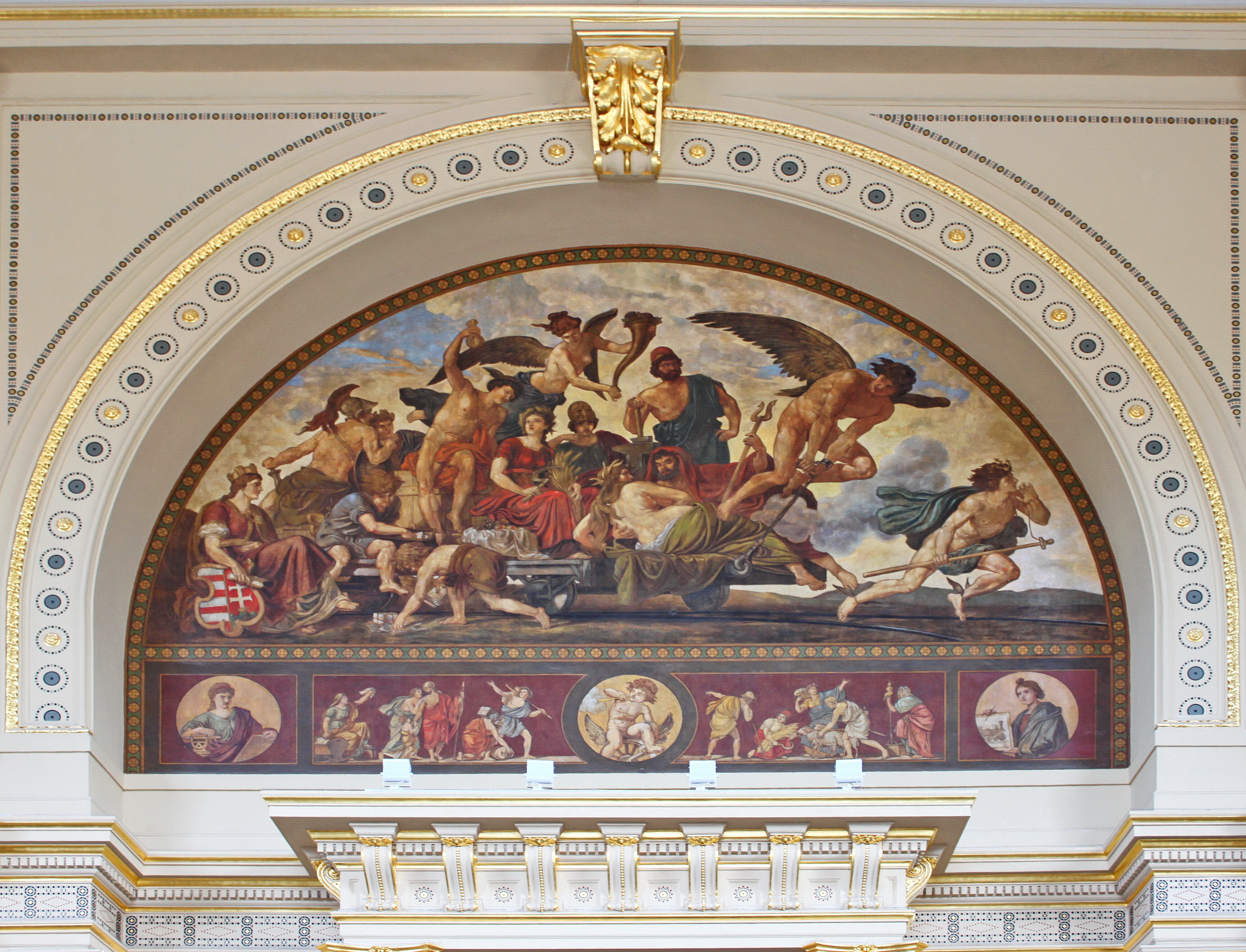
Fresk „Kolej i transport”
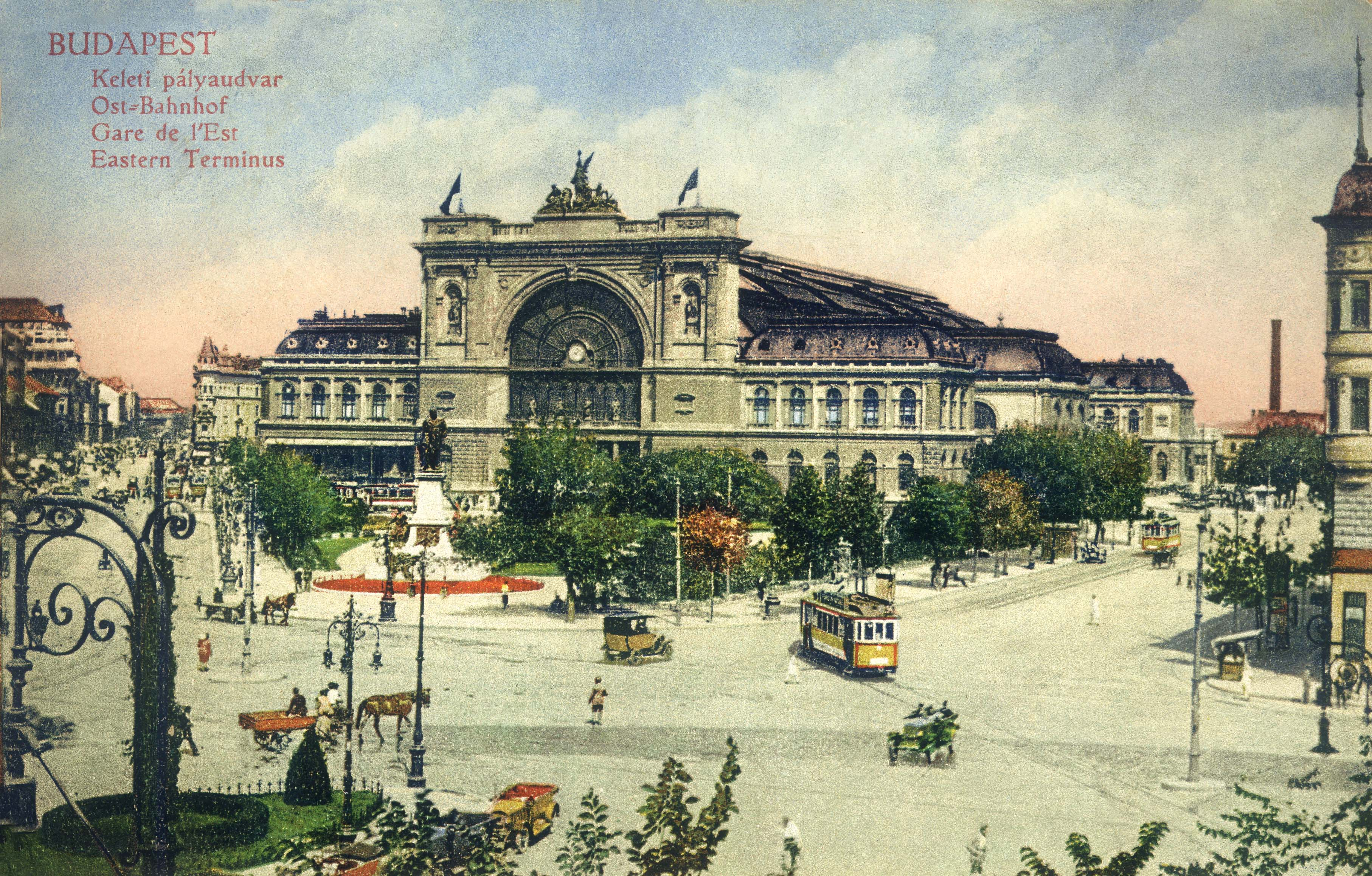
Dworzec w 1912
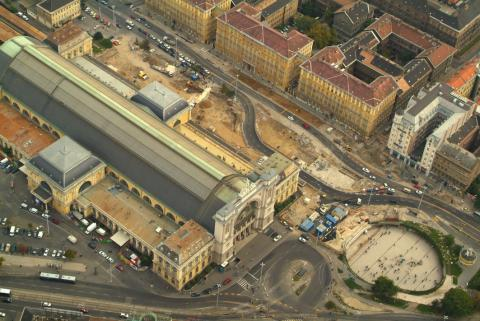
Zdjęcie lotnicze dworca
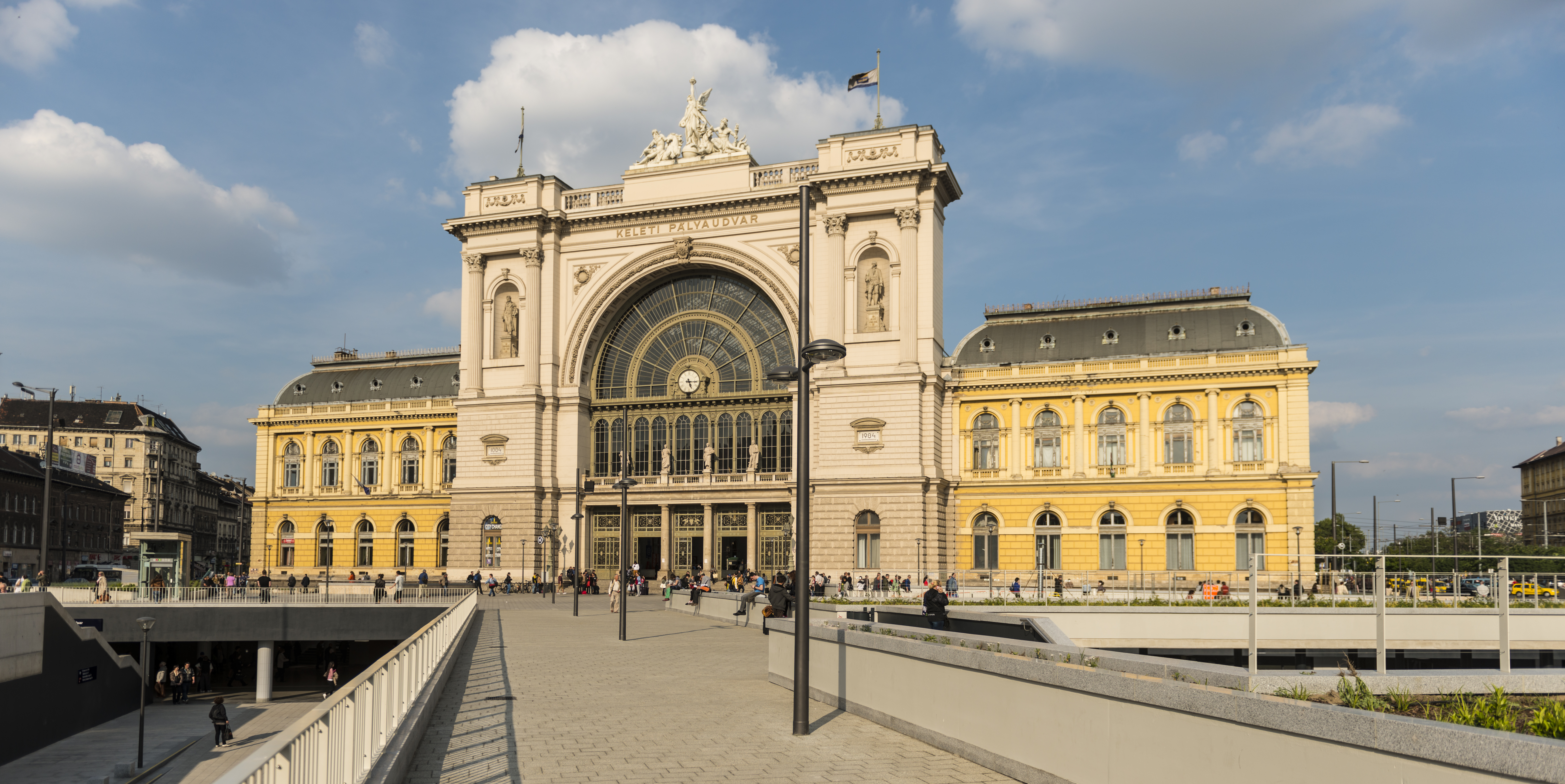

| Budapest Keleti                      |  |                                            |
| Linia 80a Budapest–Hatvan (0,000 km) |  |                                            |
|                                      |  | Budapest Kőbánya felső odległość: 5,000 km |